# Prymary
Prymary ist eine US-amerikanische Progressive-Metal-Band aus Orange County, Kalifornien, die im Jahr 2000 gegründet wurde.

## Geschichte
Die Band wurde im Jahr 2000 gegründet. Es folgten die ersten Konzerte, wobei sie als Vorband für Gruppen wie Quiet Riot, Fates Warning und King’s X fungierte. Im Jahr 2003 nahm die Gruppe ihr Debütalbum auf und spielte auf dem ProgPower USA. Im Jahr 2005 begab sich die Band nach Amsterdam, um dort auf dem Headway Festival zu spielen. Die Band unterschrieb einen Vertrag bei ProgRock Records im Jahr 2006 und veröffentlichte bei diesem Label das Album The Tragedy of Innocence. Es folgten diverse Liveauftritte, bis die Arbeiten zum Album The Enemy Inside begannen. Das Album wurde im November 2009 veröffentlicht.

## Stil
Die Band spielt klassischen Progressive Metal, wobei man die Gruppe klanglich mit Dream Theater oder Redemption, sowie lyrisch mit Evergrey vergleichen kann.

## Diskografie
- 2002: Demo (Demo, Eigenveröffentlichung)
- 2003: Prymary (Album, Eigenveröffentlichung)
- 2006: The Tragedy of Innocence (Album, ProgRock Records)
- 2009: The Enemy Inside (Album, ProgRock Records)